# Nueva Esperanza, Tecpatán
Nueva Esperanza är en ort i Mexiko.   Den ligger i kommunen Tecpatán och delstaten Chiapas, i den sydöstra delen av landet, 600 km öster om huvudstaden Mexico City. Nueva Esperanza ligger 193 meter över havet och antalet invånare är 114.
Terrängen runt Nueva Esperanza är kuperad. Runt Nueva Esperanza är det ganska glesbefolkat, med 42 invånare per kvadratkilometer. Närmaste större samhälle är Raudales Malpaso, 15,1 km söder om Nueva Esperanza. I omgivningarna runt Nueva Esperanza växer huvudsakligen savannskog.